# Halluin
Halluin (niederländisch Halewijn) ist eine französische Stadt mit 20.684 Einwohnern (Stand 1. Januar 2022) im Département Nord in der Region Hauts-de-France.

## Ortsname
Der Ursprung des Namens Halluin ist ungewiss. Alphonse-Marie Coulon (1847–1927) zufolge, der bis zu seinem Tode Pfarrer von Halluin war und sich eingehend mit der Ortsgeschichte befasste, kommt der Name von halu und in; halu ist der Name eines sächsischen oder fränkischen Fürsten, und in bedeutet im Flämischen Haus oder Hof. Der Ortsname wird in einer Schenkungsurkunde von Graf Bauduin von Flandern vom September 1066 erstmals urkundlich erwähnt, und zwar in der Form Hallewyn. Weitere Schreibweise im Laufe der folgenden Jahrhunderte sind: haluwin, halewin, halowin, haluing, halwin und haluyn. Schließlich setzte sich die heutige Ortsnamensschreibung Halluin durch.

## Geografie
Die Stadt Halluin liegt etwa 20 Kilometer nördlich des Stadtzentrums von Lille, unmittelbar an der französisch-belgischen Grenze. Sie wird im Norden von der Leie (franz. Lys) umflossen. Der Fluss entspringt in Aire-sur-la-Lys und fließt bis zur Schelde in Gent. Die Stadt verfügt über einen 17 ha großen Sporthafen. Das Nordufer der Leie gehört teilweise zur belgischen Stadt Menen, mit der Halluin eine geschlossene Siedlungsstruktur bildet.

## Geschichte
Im Mittelalter gehörte Halluin zur Grafschaft Flandern, die Bewohner sprachen Niederländisch. 
Infolge der Heirat von Maria von Burgund und Erzherzog Maximilian von Österreich fiel Flandern – und damit auch Halluin – 1482 an das Haus Habsburg und 1522 bei der Erbteilung an die spanische Linie der Habsburger. Ab 1587 führten Angehörige der adligen Familie d’Halluin den Titel eines Herzogs von Halluin („duc d’Hallwin“ bzw. „duc d’Halluin“), darunter Charles de Schomberg (1601–1656), Herzog von Halluin.
Im Zuge der Reunionspolitik ließ König Ludwig XIV. von Frankreich – ungeachtet des nach dem Reunionskrieg von 1683 bis 1684 geschlossenen Friedens (Regensburger Stillstand) – seine Truppen 1686 in Teile der Spanischen Niederlande einfallen. Dabei besetzten die Franzosen auch Halluin. Seither gehört Halluin zu Frankreich. In der zweiten Hälfte des 18. und vor allem im 19. Jahrhundert wurde die niederländische (flämische) Umgangssprache der Bürger von Halluin mehr und mehr vom Französischen verdrängt. 
Vor allem der zweiten Hälfte des 19. Jahrhunderts wurde das zuvor beschauliche Halluin, wie das Umland von Lille insgesamt, von der Industrialisierung erfasst und zu einem „Industriedorf“, einem Ort, der mit seinen Fabriken und Arbeitersiedlungen die dörflichen Strukturen hinter sich gelassen, jedoch keine städtische Kultur entwickelt hatte.
Im Ersten Weltkrieg wurde Halluin schon im Oktober 1914 von deutschen Truppen erobert und blieb vier Jahre, bis zum Oktober 1918, unter deutscher Besatzung. Das Armeeoberkommando der 4. Armee richtete in Halluin eine Gefangenensammelstelle (ein Gefangenendurchgangslager) ein, in dem zeitweilig, im Frühjahr und Sommer 1918, Tausende französische und britische Soldaten gefangen gehalten wurden.
Bis weit ins 20. Jahrhundert hinein war Halluin von der großteils aus Flandern zugewanderten Arbeiterschaft geprägt und stand mehrfach im Zentrum von Arbeitskämpfen. Bei der unter anderem von der Confédération française des travailleurs chrétiens (CFTC), dem christlichen Gewerkschaftsbund, getragenen Streikwelle 1928/1929 kam Achille Liénart, der Bischof nach Lille, 1929 ins „rote Halluin“ (Halluin la rouge). Er ermutige die streikenden Arbeitern im Kampf für ihre Rechte. Als er auch noch für den Streikfonds der Textilarbeiter von Halluin spendete, beschwerte sich der Unternehmerverband Consortium textile de Roubaix-Tourcoing bei Papst Pius XI. über den Bischof, der die Textilunternehmer jedoch zurückwies. Stattdessen empfing der Papst eine Arbeiterdelegation aus Halluin und den Nachbarorten im Vatikan und zeichnete Bischof Liénart mit der Kardinalswürde aus. Beim Roubaix-Tourcoing-Halluin-Streik der Textilarbeiter im Jahre 1931, einem der härtesten und längsten Arbeitskämpfe des Jahrhunderts in Frankreich, kam es zu bitteren Auseinandersetzungen zwischen den französischen und den belgischen Arbeitern, nachdem einige der belgischen Arbeiter die von den Unternehmern verlangten Lohnkürzungen akzeptiert hatten.

## Demografie
Im Jahr 1469 war Halluin ein Dorf mit ungefähr 300 Einwohnern. Die Einwanderung von Arbeitskräften aus Flandern sorgte im 19. Jahrhundert für einen schnellen Zuwachs. 25 Jahre lang bestand die Bevölkerung zu 75 % aus Ausländern.
| Jahr                       | 1962   | 1968   | 1975   | 1982   | 1990   | 1999   | 2011   | 2020   |
| Einwohner                  | 14.138 | 14.829 | 15.491 | 16.444 | 17.629 | 18.997 | 20.620 | 20.812 |
| Quellen: Cassini und INSEE |        |        |        |        |        |        |        |        |

## Sehenswürdigkeiten

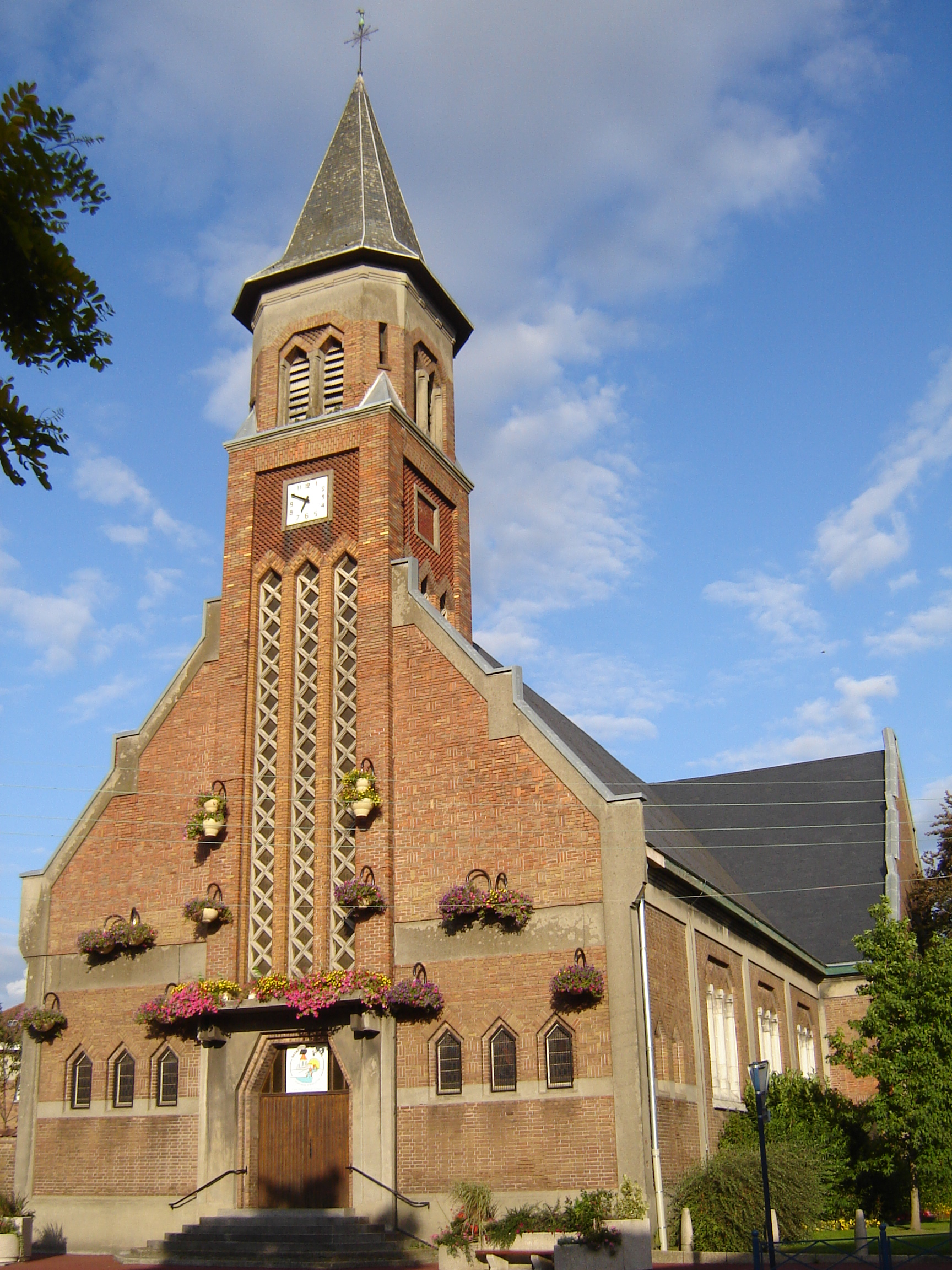
Kirche Notre-Dame des Fièvres
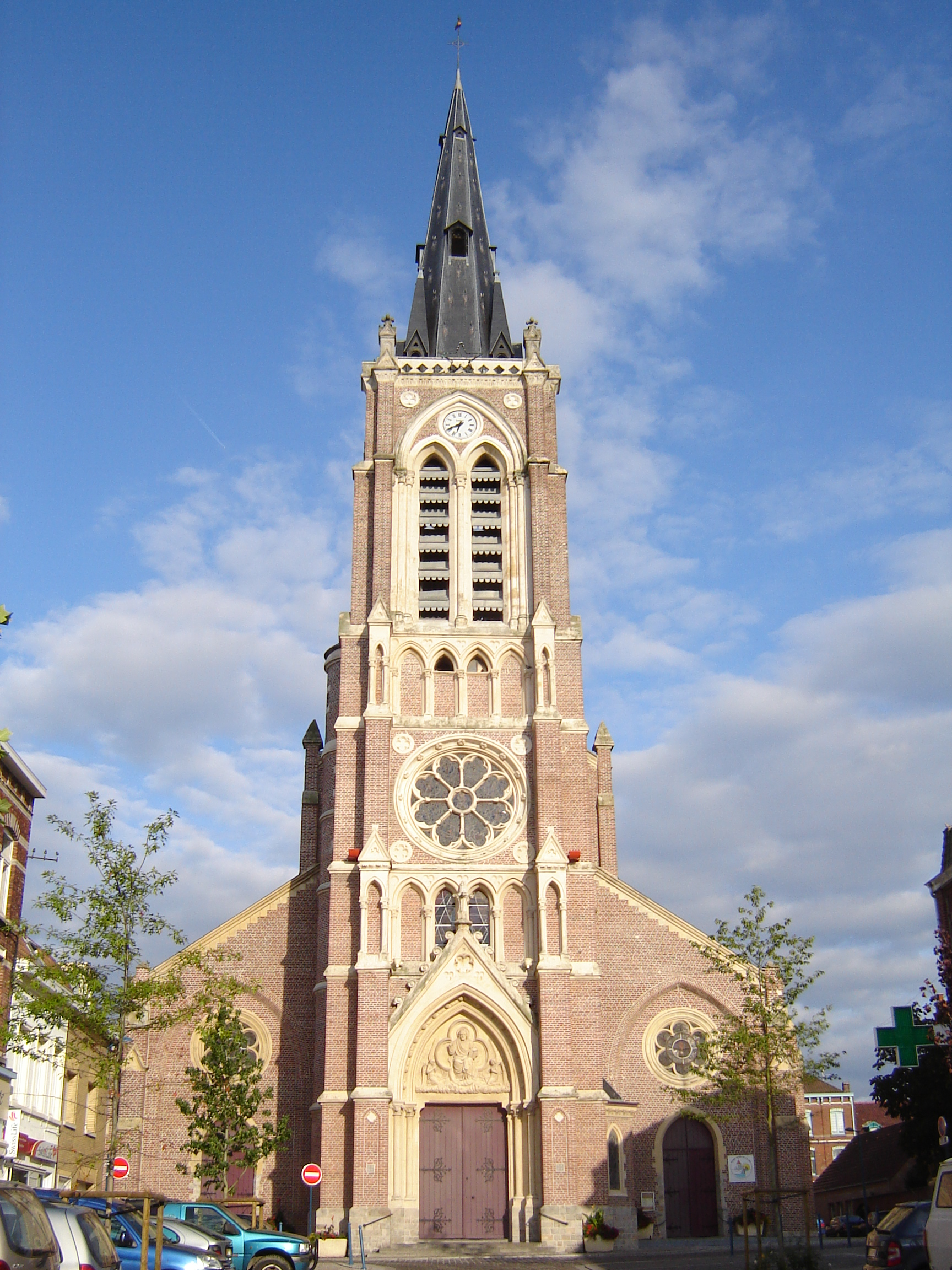
Kirche Saint-Alphonse
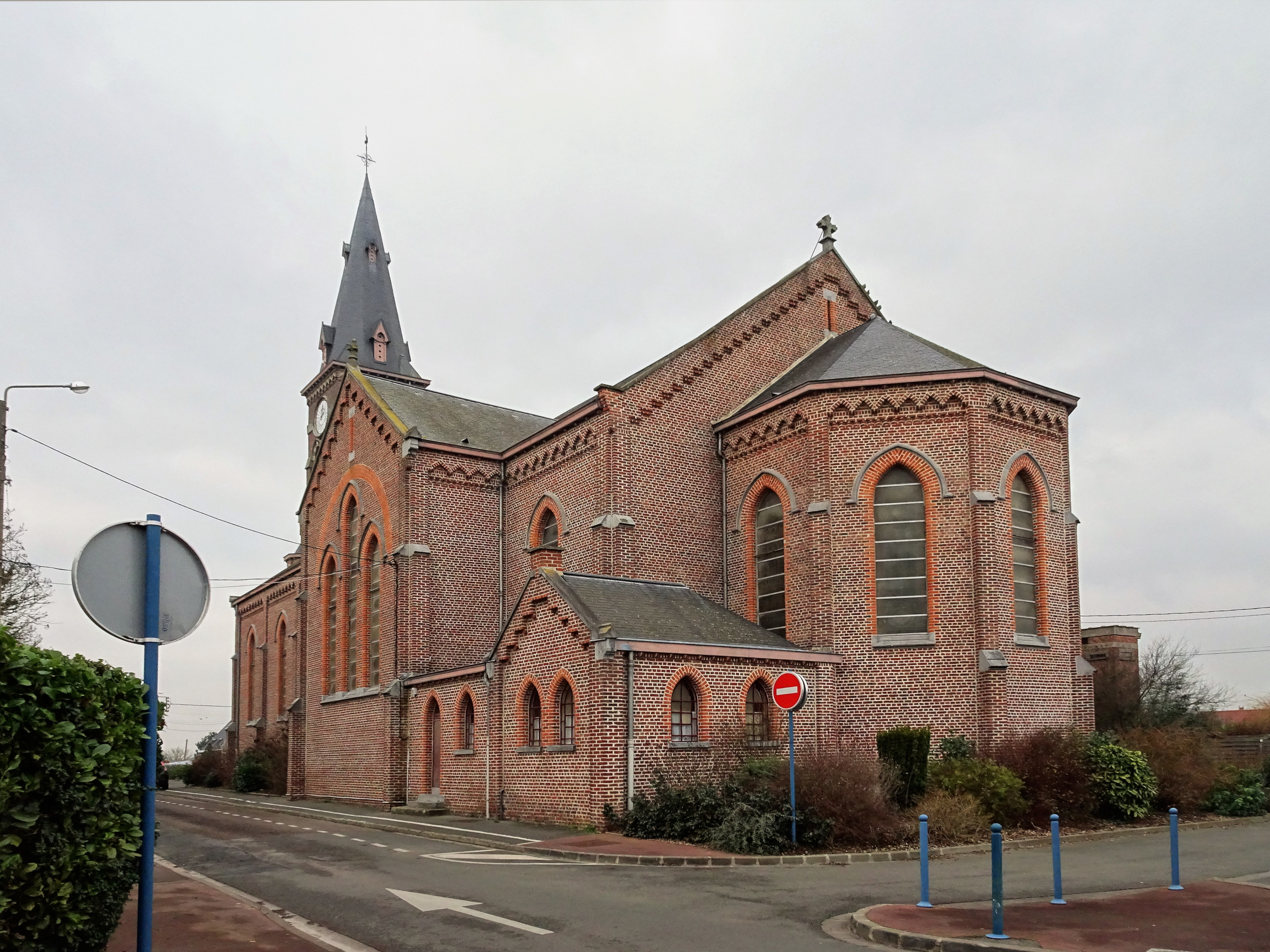
Kirche Saint-Hilaire
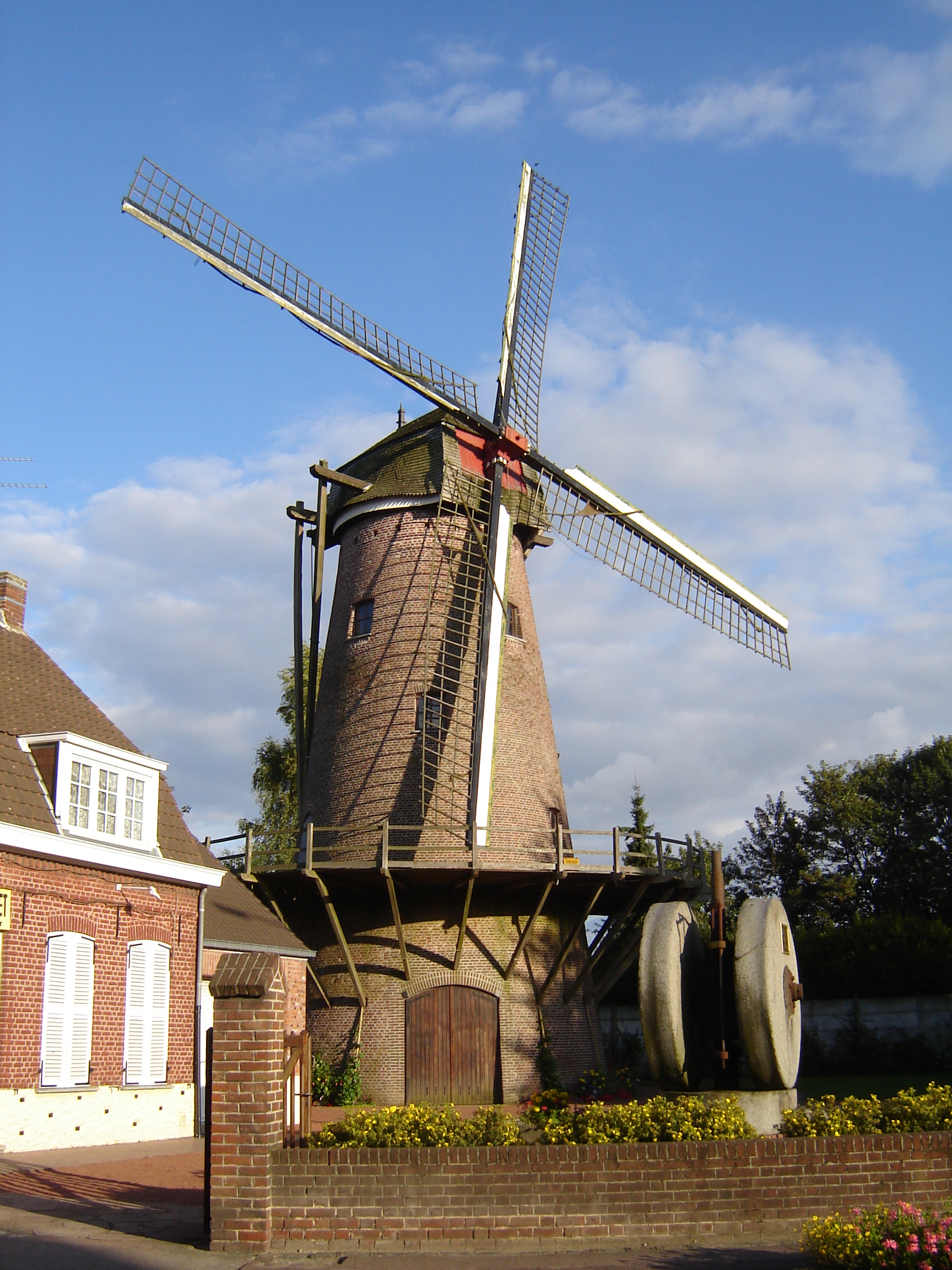
Windmühle, Monument historique
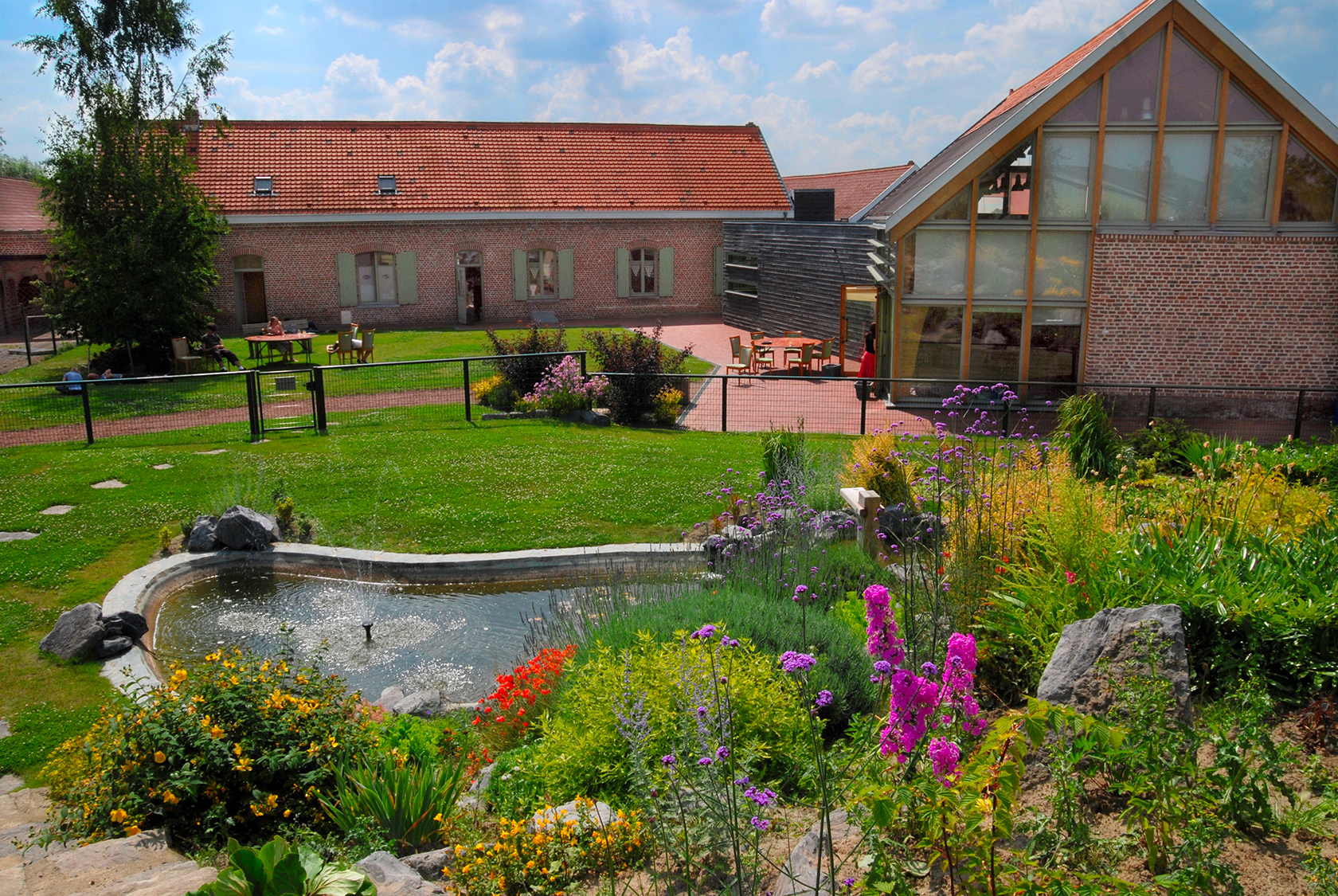
Hofstelle Saint-Jean mit Garten
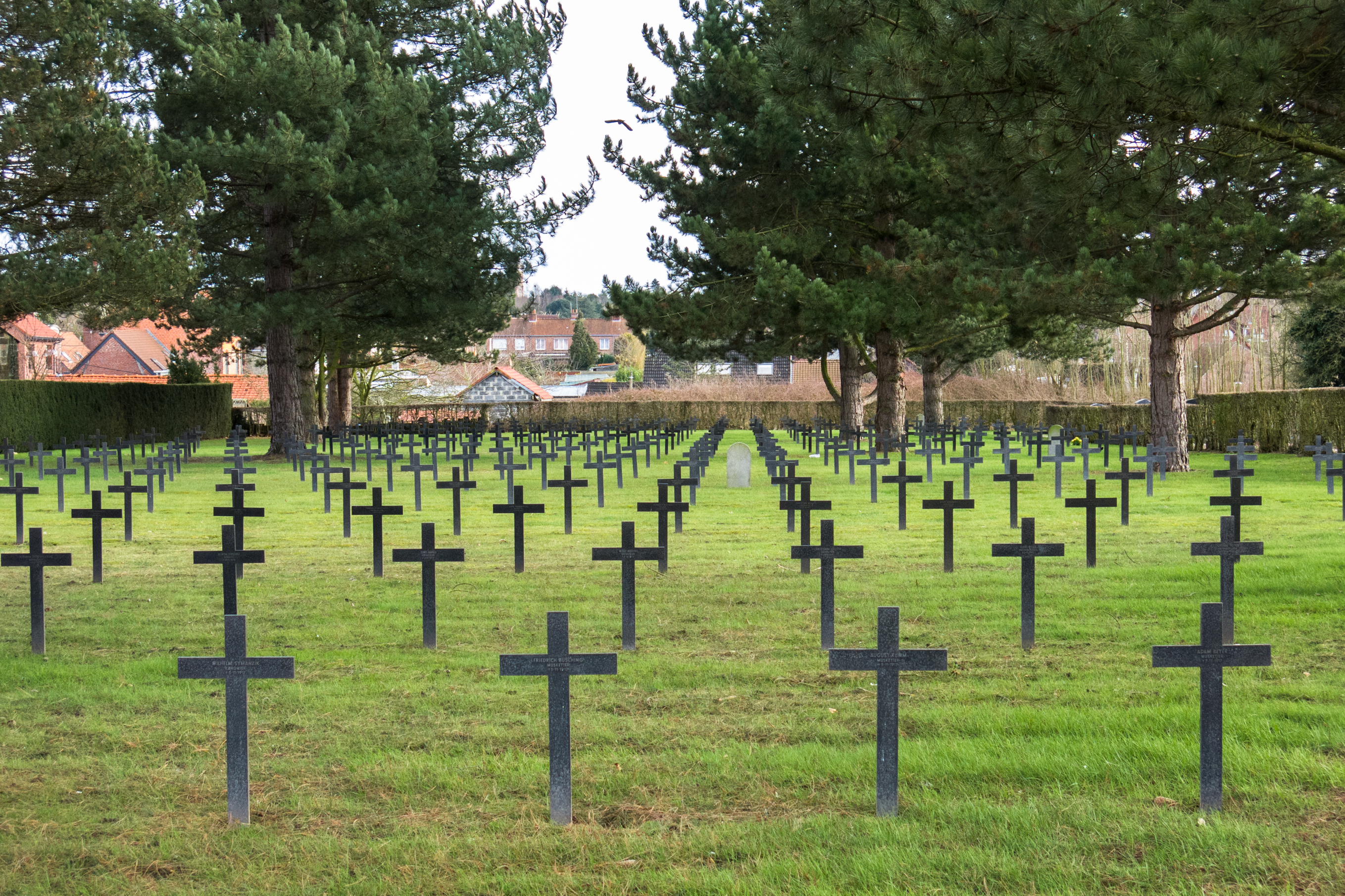
deutscher Soldatenfriedhof

- Kirche Notre-Dame des Fièvres
- Kirche Saint-Hilaire
- Kirche Saint-Alphonse
- Windmühle Halluin
- Hofstelle Saint-Jean mit Garten
- Deutscher Soldatenfriedhof

## Politik
Zum Bürgermeister für die Amtszeit von 2020 bis 2026 war Jean-Christophe Destailleur gewählt worden. Am 27. Juli 2021 erklärte der Conseil d’État die Kommunalwahl 2020 in Halluin für ungültig und ordnete deren Wiederholung an. Destailleur gewann auch die daraufhin angesetzte Wiederholungswahl.

## Städtepartnerschaften
Halluin pflegt partnerschaftliche Beziehungen zu:
- Menen, Belgien, nördliche Nachbargemeinde
- Oer-Erkenschwick, Deutschland, seit dem 4. Oktober 1969
- North Tyneside, Vereinigtes Königreich, seit dem 7. Juli 1994
- Pniewy, Polen, seit dem 11. September 1998
- Lübbenau, Deutschland, seit dem 1. April 2000
- Kočevje, Slowenien, seit dem 9. Dezember 2000
- NKong Zem, Kamerun, seit dem 7. Februar 2001
- Zulte, Belgien, seit dem 24. April 2010

## Persönlichkeiten
- Isidore Marie Joseph Dumortier (1869–1940), römisch-katholischer Bischof und apostolischer Vikar von Saigon
- René Queyroux (1927–2002), Fechter

## Nachweise
1. ↑  De Nederlanden in Frankrijk, Jozef van Overstraeten, 1969
2. ↑  Populations légales 2020 − Ces données sont disponibles sur toutes les communes de France hors Mayotte | Insee. Abgerufen am 25. Oktober 2023.
3. 1 2  Alphonse-Marie Coulon: Histoire de Halluin d'après les documents authentiques. Eugene Beyaert, Courtrai 1904, S. 2.
4. ↑  Alphonse-Marie Coulon: Histoire de Halluin d'après les documents authentiques. Eugene Beyaert, Courtrai 1904, Vorwort.
5. ↑  Art. Halluin. Famille. In: Louis Moréri (Hrsg.): Le Grand Dictionaire Historique, Ou Le Mélange Curieux De L’Histoire Sacrée Et Profane, 11. Auflage, Amsterdam 1724, Bd. 3: G–M, S. 114 (Digitalisat der Bayerischen Staatsbibliothek).
6. ↑  Art. Halluin (Charles de). In: Louis Moréri (Hrsg.): Le grand dictionaire historique, 11. Auflage, Amsterdam 1724, Bd. 3: G–M, S. 114 (Digitalisat der Bayerischen Staatsbibliothek).
7. ↑  Patrice-François de Neny: Mémoires historiques et politiques des Pays-Bas Autrichiens. Nouvelle édition imprimée d'après le manuscrit original de l'auteur, refondue, corrigée & augmentée. Le Francq, Paris 1784, Bd. 2. S. 15.
8. ↑  Heather Jones: Violence against prisoners of war in the First World War. Britain, France and Germany, 1914–1920. Cambridge University Press, Cambridge 2013. ISBN 978-1-107-63826-6. S. 184f und 205.
9. ↑   Servatius Herman Scholl (Hrsg.): Katholische Arbeiterbewegung in Westeuropa. Eichholz, Bonn 1966. S. 180.
10. ↑  Philippe Bernard (Hrsg.): The Decline of the Third Republic, 1914-1938 (= The Cambridge History of Modern France, Bd. 5). Cambridge University Press, Cambridge 1985. ISBN 0-521-25240-7. S. 192.
11. ↑  Timothy Baycroft: Liénart, Achille (1884–1973). In: Roy Palmer Domenico (Hrsg.): Encyclopedia of modern Christian politics. Bd. 2: L-Z. Greenwood Press, Westport 2006. ISBN 0-313-33890-6. S. 337.
12. ↑  Henri Dubief: Le déclin de la Troisième République, 1929-1938. Éditions du Seuil, Paris 1976. ISBN 2-02-004375-0. S. 35.
13. ↑  Joe Starkey: The Silent Minority: Working-class Conservatism in Interwar France. In: Ludivine Broch (Hrsg.): France in an era of global war, 1914–1945. Occupation, politics, empire and entanglements. Palgrave Macmillan, Basingstoke 2014. ISBN 978-1-137-44348-9. S. 111–129, zum Streik in Halluin S. 120–125.
14. ↑  La Voix du Nord, 9. Juli 2020.
15. ↑  Florent Steinling: Halluin : l’annulation des élections municipales confirmée par le conseil d’État. In: La Voix du Nord, 27. Juli 2021, abgerufen am 16. August 2021.
16. ↑  Mathieu Thuillier: Ce vendredi soir, Jean-Christophe Destailleur a été réélu maire. In: La Voix du Nord, 1. Oktober 2021, abgerufen am 15. November 2021.
17. ↑  Halluin à l'international, abgerufen am 24. April 2019.